# Балака
Балака (лат. Balaka) — олиготипный род растений семейства Пальмовые (Arecaceae).

## Распространение
Виды рода встречаются на архипелагах Фиджи и Самоа: семь из девяти видов — эндемики Фиджи, остальные два — эндемики Самоа.

## Таксономия
Род Балака включает 9 видов:
- Balaka diffusa Hodel
- Balaka longirostris Becc.
- Balaka macrocarpa Burret
- Balaka microcarpa Burret
- Balaka pauciflora (H.Wendl.) H.E.Moore
- Balaka samoensis Becc.
- Balaka seemannii (H.Wendl.) Becc. typus
- Balaka streptostachys D.Fuller & Dowe
- Balaka tahitensis (H.Wendl.) Becc.